# 映画 クロサギ
『映画 クロサギ』（えいが クロサギ）は、2008年公開の日本映画。漫画『クロサギ』を原作としたテレビドラマ『クロサギ』の劇場版。

## あらすじ
この世に詐欺師は、3種類ある。人を騙して金銭を奪う「シロサギ」、異性の肉体と心を弄（もてあそ）ぶ「アカサギ」、そして悪辣（あくらつ）なシロサギ・アカサギのみを獲物にするプロフェッショナル「クロサギ」だ。黒崎は、フランチャイズチェーン詐欺被害に遭った父親が一家心中を図り、唯一一人、生き残ったというおぞましい過去を持っていた。やがて、成長してクロサギとなった黒崎は、幸せを捨て、世に蔓延る詐欺師たちを食らい続ける。
詐欺師を束ねる業界の黒幕として君臨する、桂木から情報を得て、巨大詐欺を企む石垣徹を新たなターゲットとして追うことになる。普段の黒崎は、オンボロ・アパートを経営し、そこには検事を目指し大学法学部で学ぶ、吉川氷柱も住んでいた。潔癖性で詐欺師を嫌悪する氷柱だが、敢えて危険を冒す黒崎のことだけは心配でならなかった。そんな氷柱の思いを知りながらも、黒崎は父親を騙し死に追い込んだ、御木本を追っていた。黒崎の逮捕に意欲を見せる警視庁のエリート刑事である、神志名将の執拗な追及を避けながら、奪われた人生を取り戻すために。
御木本を追う黒崎は、桂木の情報で桶川レイコから依頼を受けた。難病の娘・桃花を抱える彼女は、ダイヤ付き印鑑の贈答⇒実印詐欺で大金を騙し取られた被害者だった。その犯人である石垣は、神志名も追い掛ける大物詐欺師だ。そこに石垣の過去を知るという女、銀座クラブのママ・さくら（大地真央）が現れる。さくらから聞いた栃本物産の計画倒産のことを知らされ、かつて石垣は、大規模な手形詐欺によって100社以上の会社を暗黒に落とし込んだ、伝説のシロサギであり、そして今また、巨大な詐欺事件を企んでいると言う。
新たなターゲットとして照準を石垣に定めた黒崎は、IT企業Wing Bladeの若社長に化けて、電子マネーを介したマネーロンダリング（資金洗浄）企画を餌（エサ）に彼に近付いて行く。調査を進めていた黒崎は、東京中央署の桃山哲次刑事や、汚れた大企業のみを相手にする詐欺師・白石陽一などもまた、大物の石垣を追っていることを知る。氷柱やゆかりの心配を余所に、陰謀に巻き込まれて行く黒崎。石垣の趣味であるオセロの対戦で、彼の懐に飛び込んだ黒崎は、先ずはパソコンの取り込み詐欺で、さらにはネット上の偽電子マネーサイトe-moneyBdyを作成しての振込詐欺で、石垣の息の根を止めることができるか・・・?!

## キャスト
- 黒崎 - 山下智久
- 吉川氷柱 - 堀北真希
- 白石陽一 - 加藤浩次
- 三島ゆかり - 市川由衣
- 桃山哲次 - 田山涼成
- 早瀬真紀子 - 奥貫薫
- 御木本篤 - 岸部シロー
- 黒崎遼一 - 杉本哲太（回想）
- 鷹尾礼二 - 北村有起哉
- 岸田 - 西村清孝
- 新川波江 - 杉田かおる（友情出演）
- 佐々木すみ江（友情出演）
- 曽根悠多
- プログラマー - 我修院達也
- 偽造手形職人 - ミッキー・カーチス
- 穂のか
- 松山まみ
- 桶川桃花 - 吉田里琴
- さくらママ（染谷綾子） - 大地真央
- 石垣徹 - 竹中直人
- 桶川レイコ - 飯島直子（特別出演）
- 綿貫裕二郎 - 笑福亭鶴瓶
- 小須田康人
- 清水昭博
- アンドレ
- 野元学二
- 田鍋謙一郎
- 丸山麗
- ますきあこ
- アナウンサー - 広重玲子（TBSアナウンサー）
- 蔵本俊介 - 石橋蓮司
- さくらの父 - 峰岸徹
- 神志名将 - 哀川翔
- 桂木敏夫 - 山﨑努

## スタッフ
- エクゼクティヴ・プロデューサー - 濱名一哉
- プロデューサー - 伊與田英徳
- アソシエイト・プロデューサー - 三城真一、大岡大介、中沢敏明
- ライン・プロデューサー - 吉田浩二
- 原作 - 黒丸、夏原武【原案】『クロサギ』（小学館『週刊ヤングサンデー』連載中）
- 脚本 - 篠崎絵里子
- 音楽 - 山下康介
- 撮影 - 原田幸治、森哲郎
- 照明 - 林明仁
- 録音 - 姉川英明
- 映像 - 荒井秀訓
- 美術プロデューサー - 中嶋美津夫
- 美術デザイン - 永田周太郎
- 編集 - 松尾茂樹
- 記録 - 根本純
- VFXスーパーバーザー - 田中浩征
- プロデューサー補 - 菅野真由美
- 助監督 - 松田礼人
- 制作担当 - 横原誠
- 音響効果 - 鳥水哲也
- 選曲 - 御園雅也
- 美術制作 - 武田雄介
- スタントコーディネイター - 田渕景也
- カースタント - 雨宮正信
- 発砲・弾着 - ビル・横山（ブロンコ）
- 法律監修 - 野元学二
- 主題歌：NEWS「太陽のナミダ」（ジャニーズ・エンタテイメント）
- 挿入歌：山下智久「抱いてセニョリータ」（ジャニーズ・エンタテイメント）
- 技術協力 - 東通
- 美術協力 - アックス
- フィルムプロセス - IMAGICA
- 製作協力 - セディック・インターナショナル、ドリマックス・テレビジョン
- 「映画 クロサギ」製作委員会（TBS、ジェイ・ストーム、小学館、東宝）
- 監督 - 石井康晴
- 配給 - 東宝

## その他
- 2007年8月25日にクランクイン。同年9月からエキストラ募集し、東京都を中心に撮影された。
- 石垣（竹中）の会社の撮影では、社内、エントランスホールやエレベーターホール、駐車場など、全面的に利用出来た名古屋市の名古屋ルーセントタワーにて撮影された。劇中でのビルの名前は品川ルーセントタワーとなっている。
- テレビシリーズの放送が終了した際に多くの視聴者から続編希望が寄せられ映画化が決まった。
- 公開記念特番によると、予告編のラストで印象的な、雨の中で黒崎が叫ぶシーンは何度も撮り直しされ、そのシーンの撮影が終了したと同時にクランクアップとなった。
- ストーリーは、原作単行本12巻収録の『贈答詐欺』と『倒産詐欺』がベースとなっている。
- 2008年2月20日によみうりホールで行なわれた試写会の際、精巧にカラーコピーした試写状による試写状詐欺が発生した[1]。
- 関連番組として、2008年3月5日水トク!枠で「あなたも狙われている!緊急警告!悪徳サギの最新ウラ手口完全撃退スペシャル」を黒崎役の山下がナビゲートした[2]。